# 蘭圖爾 (伊利諾伊州)
蘭圖爾（英語：Rantoul）是位於美國伊利諾伊州尚佩恩縣的一個村落。

## 地理
蘭圖爾的座標為40°18′17″N 88°09′07″W / 40.30472°N 88.15194°W，而該地最高點為海拔高度227米（即745英尺）。

## 人口
根據2010年美國人口普查的數據，蘭圖爾的面積為22.32平方千米，當中陸地面積為22.04平方千米，而水域面積為0.28平方千米。當地共有人口12941人，而人口密度為每平方千米579人。